# Марија Делгадо
Марија Делгадо Надал (рођена 8. октобра 1997) је слепа параолимпијска пливачица из Шпаније која се такмичила на неколико националних и међународних првенстава.

## Каријера
Делгадо је пливачица у класи С12, и члан је пливачког клуба Арагуа АД. Она је повезана са Шпанском националном организацијом слепих .
Делгадо се такмичила на првенству Шпаније у пливању за слепе и слабовиде 2010. године, где је завршила као прва у свим тркама осим у једној од трка у којима је учествовала. У преосталој трци је завршила на трећем месту. 2010. године се такмичила на Параолимпијском првенству Шпаније у пливању по аутономним заједницама, где је освојила две бронзане медаље док је представљала Арагон.
Наступајући на Параолимпијском првенству Шпаније у пливању 2011. по аутономним заједницама, Делгадо је освојио златну медаљу на 50 метара леђно и другу на 100 метара слободно. Такође је освојила сребро на 100 метара леђно и бронзу на 50 метара слободно. 2011. године се такмичила у пливачкој компоненти првенства Спортског друштва Арагон Арагуа. Такмичила се на Државној олимпијади 2011. у групи до 16 година.
Делгадо је била део пројекта АКСА 2012, који је програм осмишљен да помогне да се млади шпански спортисти развију у елитне спортисте на међународном нивоу. Учествовала је на кампу у децембру који је водио програм који је ставио акценат на техничке аспекте пливања. До те године се сматрала потенцијалним такмичарем на Летњим параолимпијским играма 2016.  2012. године се такмичила на Параолимпијском првенству Шпаније у пливању по аутономним заједницама, где је заузела треће место у дисциплини С12 за жене на 100 метара делфин. Те године се такмичила и на старосним првенствима где је освојила златну медаљу на 100 метара делфин и сребрну на 100 слободно.
Такмичила се на Параолимпијском првенству Шпаније у пливању 2013. у аутономним заједницама, где је освојила пар сребрних медаља. Учествовала је на пливачком првенству Каталоније 2013., чији је домаћин био пливачки клуб Сабадел, где је била једна од девет шпанских пливачица које су одредиле време квалификација за Светско првенство. Као 15-годишњакиња, такмичила се на Светском првенству у пливању 2013. у Монтреалу, Канада, у дисциплинама 100 леђно, 100 делфин, 100 слободно и 200 мешовито. Припремајући се за такмичење, тренирала је у Центру високих перформанси у Мадриду. Њен циљ одласка на такмичење је био да стекне такмичарско искуство у припремама за Летње параолимпијске игре 2016. године .

## Живот
Делгадо је из региона Арагон у Шпанији. Она има оштећење вида  које се зове урођена токсоплазмоза . Као резултат овог стања, од рођења има само периферни вид.